# West Ocean City
West Ocean City es un lugar designado por el censo ubicado en el condado de Worcester en el estado estadounidense de Maryland. En el Censo de 2010 tenía una población de 4.375 habitantes y una densidad poblacional de 255,47 personas por km².

## Geografía
West Ocean City se encuentra ubicado en las coordenadas 38°20′50″N 75°6′41″O / 38.34722, -75.11139. Según la Oficina del Censo de los Estados Unidos, West Ocean City tiene una superficie total de 17.13 km², de la cual 9.78 km² corresponden a tierra firme y (42.89%) 7.35 km² es agua.

## Demografía
Según el censo de 2010, había 4.375 personas residiendo en West Ocean City. La densidad de población era de 255,47 hab./km². De los 4.375 habitantes, West Ocean City estaba compuesto por el 94.81% blancos, el 1.23% eran afroamericanos, el 0.32% eran amerindios, el 0.87% eran asiáticos, el 0.11% eran isleños del Pacífico, el 1.01% eran de otras razas y el 1.65% pertenecían a dos o más razas. Del total de la población el 2.86% eran hispanos o latinos de cualquier raza.